# La sequía
La sequía es una novela de ciencia ficción escrita por James Graham Ballard. 

## Argumento
De tintes apocalípticos, la trama se sitúa en un hipotético mundo donde el agua potable es un recurso prácticamente agotado. El argumento describe la contaminación de los mares, en cuya superficie una suerte de "extraña capa" (extensos encadenamientos de polímeros saturados producidos por grandes cantidades de desechos industriales que se habían arrojado en los océanos) no permite su natural evaporación, lo que se traduce en la disminución sensible de nubes que originen posteriores lluvias. Esto hizo que en poco tiempo la agricultura fuera solo un vestigio. Semejante catástrofe desencadena crisis sociales y anuncia el ocaso de la civilización. Su protagonista es Ramson, un ser un tanto indeciso que pasa sus días en las cercanías de la ribera de un río, o navegando por él, sin tomar partida en el éxodo masivo hacia otras zonas costeras en el cual toda la sociedad participa.
La novela está impregnada de la típica desolación que Ballard imprime en sus argumentos y personajes, creando atmósferas de gran angustia y extraña belleza.
- Datos: Q3282894